# Brodokomerc
Brodokomerc je trgovački lanac sa sjedištem u Rijeci.
Brodokomerc je u svojoj povijesti bio neposredno vezan uz dinamičan razvitak Rijeke i regije, njenih prodajnih kapaciteta, razvoj pomorske privrede, vanjske trgovine, hotelijerstva i ugostiteljstva na području sjevernog Jadrana, malograničnog prometa te prehrambene industrije.
S obzirom na mjesto koje je zauzimao razvoj trgovačke flote Hrvatske u prvim poratnim godinama, ukazala se potreba za jedinstvenom organizacijom, koja bi se bavila opskrbom brodova. Stoga je 20. siječnja 1947. vlada FNRJ donijela rješenje o osnivanju državnog gospodarskog poduzeća saveznog značaja, pod nazivom Opskrba brodova sa sjedištem u Rijeci i predstavništvom u Splitu, s 25 uposlenih radnika.
Od 10. srpnja 1957. izmijenjen je naziv poduzeća u Brodokomerc. Osim glavne djelatnosti opskrbe brodova, Brodokomerc se bavi inozemnim zastupstvima i konsignacijskim skladištima.
Započeo je nezadrživi i dinamični rast Brodokomerca.
Trgovačko poduzeće Trgopromet pripojeno je Brodokomercu dana 04. ožujka 1965. godine. Hotelijersko poduzeće Kvarner iz Omišlja pripojeno je 22. prosinca 1967. godine. Općetrgovačko poduzeće Rijeka pripojeno je 1. listopada 1968. godine i od onda nosi naziv OTP Brodokomerc.

## Vanjske poveznice
Službene web stranice  Arhivirana inačica izvorne stranice od 11. ožujka 2014. (Wayback Machine)